# 呂穆
呂穆（？—？），字宗文，號宇岡，浙江嘉興府秀水縣人，民籍，明朝政治人物。

## 生平
嘉靖二十二年（1543年）癸卯科浙江鄉試第五名舉人。嘉靖三十二年（1553年）中式癸丑科二甲第十八名進士。吏部观政，授直隶邳州知州，起复补寿州，升工部员外郎。

## 家族
曾祖呂原，翰林院學士 贈禮部右侍郎 諡文懿；祖父呂㦂，南京太常寺卿；父呂處，母周氏。兄吕科（举人）、吕秩（生员）、吕程（同榜進士）、吕稷（生员）、弟吕秸。